# Adnan

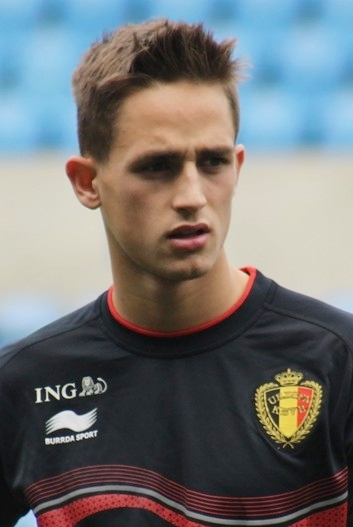
Adnan Januzaj, 2014.

Adnan är ett mansnamn i arabiska, turkiska, bosniska, urdu, bengaliska, malajiska och indonesiska, som betyder nybyggare. Ordet adnan är relaterat till orden för paradiset, edens trädgård och Adam. 
Den 31 december 2008 fanns det totalt 1 622 män i Sverige med namnet Adnan, varav 1 289 med det som tilltalsnamn.

## Personer med namnet
- Adnan (islam) är stamfadern till Adnani i norra Arabien.
- Adnan Januzaj, belgisk fotbollsspelare